# BFH/NV
BFH/NV ist das Kürzel für die Sammlung der Entscheidungen des Bundesfinanzhofs (BFH), die nicht in der amtlichen Sammlung des BFH veröffentlicht werden. /NV steht also für Nicht Veröffentlicht. Über die Frage, ob ein Urteil in der amtlichen Sammlung (BFHE) erscheint, entscheidet der jeweilige Senat des BFH als Spruchkörper selbst.
Für die Finanzverwaltung hat die Frage der amtlichen Veröffentlichung keine Auswirkung. Sie ist – außer gegenüber den Parteien der konkret entschiedenen Rechtssache (inter partes) – nur an Urteile gebunden, die das Bundesfinanzministerium im Bundessteuerblatt II veröffentlicht hat.
Bei der BFH/NV handelt es sich um eine Fachzeitschrift des Fachverlags Haufe-Lexware. Sie erscheint monatlich. Alle Entscheidungen sind auch in einer entsprechenden Datenbank von BFH/NV in DVD-Form veröffentlicht. Der Vorteil der Veröffentlichung der n.v. - Entscheidungen liegt darin, dass damit das gesamte Entscheidungsmaterial öffentlich und damit transparent wird. Das gilt insbesondere für verfahrensrechtliche Fragen, Nebenentscheidungen und Kostenentscheidungen.